# 木合买提 (九届全国人大代表)
木合买提（？—）塔塔尔族，新疆奇台县大泉塔塔尔族乡人，中华人民共和国牧民、第九届全国人大代表。

## 生平
木合买提是新疆维吾尔自治区奇台县大泉塔塔尔族乡牧业二村牧民。大泉塔塔尔族乡是全国唯一的塔塔尔族乡。1998年，木合买提当选为第九届全国人大代表。同年到北京参加九届全国人大一次会议，这是他第一次到北京。任内呼吁中央政策在边疆地区的落实，提出法律下发到边疆农牧民手中时应有少数民族文字版本。他还着重提出解决牧民定居问题，《人民日报》为此发表了题为《解决牧民定居问题》的报道，专门报道了他的建议。